# Carl Eric Svärd

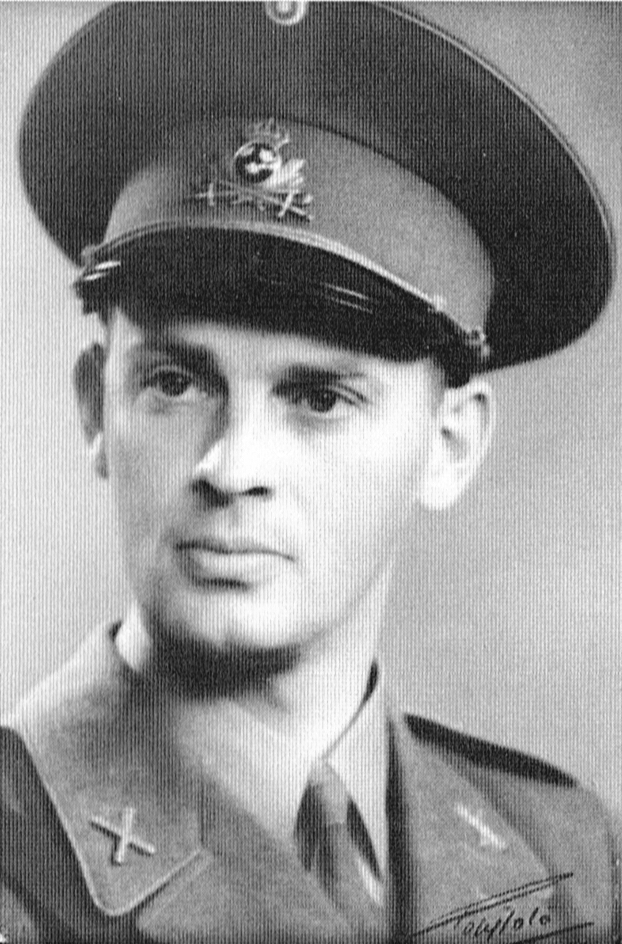
Carl Eric Svärd.

Carl Eric Svärd, född den 1 februari 1908 i Göteborg, död den 22 april 1992 i Ystad, var en svensk militär.
Svärd avlade studentexamen i Göteborg 1927. Han blev fänrik vid Bohusläns regemente 1930, löjtnant där 1934, kapten 1941, vid generalstaben 1942, major vid Kronobergs regemente 1948, överadjutant och major vid generalstaben 1949, överstelöjtnant vid Svea livgarde 1955, överste 1957 och försvarsattaché i Moskva, Warszawa och Prag 1957. Svärd var överste och chef  för Södra skånska regementet 1962–1968. Han var kommendör av första klassen av Svärdsorden och kommendör av Finlands Lejons orden.